# Condizioni iniziali
In un sistema fisico descritto da un certo numero di variabili dinamiche, le condizioni iniziali sono rappresentate dall'insieme dei valori assunti da tali variabili in un certo istante t0 di riferimento detto istante iniziale. Tali condizioni permettono così di definire lo stato in cui si trova il sistema in quel dato istante ed a partire dallo stato iniziale è possibile prevedere l'evoluzione fisica degli stati successivi del sistema a mezzo di equazioni differenziali che descrivono il sistema stesso.

## Descrizione

### Determinismo ed evoluzione degli stati
Fatta esclusione della meccanica quantistica, i sistemi fisici generalmente sono supposti essere dei sistemi deterministici. Ciò vuol dire che si suppone di poter prevedere quali saranno i valori delle variabili dinamiche che descrivono il sistema in un dato istante t conoscendo appunto le condizioni iniziali del sistema. Questo viene fatto attraverso le leggi fisiche che descrivono il sistema e la sua evoluzione.

### Esempi
Seguono degli esempi che chiariscono il concetto di condizione iniziale per alcuni sistemi fisici.

#### Dinamica
Consideriamo il sistema dinamico costituito da una molla con massa trascurabile e costante elastica k, vincolata a muoversi lungo l'asse z. Un corpo di massa m non trascurabile è legato all'estremo della molla ed è soggetto alla forza gravitazionale. Fissato con zequilibrio il punto di equilibrio della molla, le condizioni iniziali sono l'estensione {\displaystyle \Delta }z0 della molla rispetto a tale punto e la velocità iniziale v0 lungo l'asse z. Attraverso la formula dell'oscillatore armonico è quindi possibile conoscere velocità v e posizione z del corpo all'estremo della mossa in qualsiasi istante (nel futuro o nel passato) t.

#### Meccanica quantistica
Nel caso della meccanica quantistica le condizioni iniziali del sistema (chiamate più spesso in questo caso stato iniziale) non sono definite assegnando dei valori alle variabili dinamiche. Ogni stato è associato ad una funzione, chiamata funzione d'onda, che definisce invece la densità di probabilità di ottenere un certo valore piuttosto che un altro attraverso un processo di misura. Uno stato iniziale è quindi associato ad una funzione d'onda {\displaystyle \psi _{0}}.
In questo caso l'evoluzione temporale consiste nel determinare quale funzione d'onda {\displaystyle \psi _{t}} descriverà il sistema all'istante t.